# 藪内流

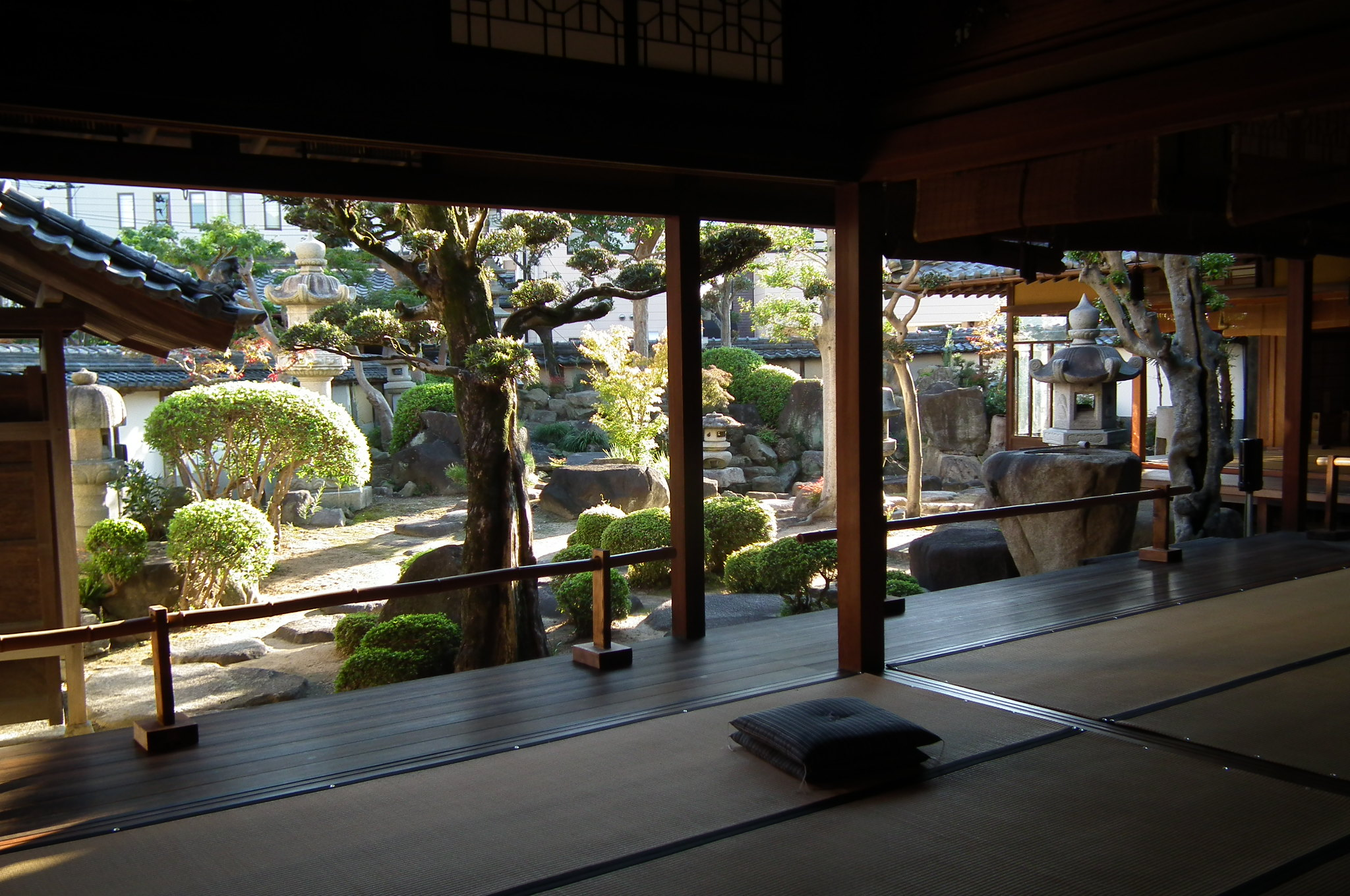
西脇市の旧来住家住宅の藪内流庭園。鞍馬石、鴨川石、生駒峠石などを使用。五重石塔、灯籠、園池などが配置される。

藪内流（やぶのうちりゅう）は茶道流派の一つ。古儀茶道藪内流とも。浮薄を戒め利休時代の茶風を留めているとされるが、これは紹鴎・利休の侘び茶に織部の武家茶の影響をいれたものである。庵号は燕庵（えんなん）といい、織部の考案による相伴席付三畳台目の茶室を指す。家元藪内家は京都市下京区西洞院通正面下にあり、このため上京区にある上流（三千家）に対して下流と呼び習わされてきた。財団法人として薮内燕庵、同門組織としては竹風会がある。

## 歴史
藪内家の遠祖は藪宗把といい、足利義政の同胞衆であり、茶道の奥義にも通じていたという。
初代藪内剣仲は武野紹鴎の門下で、兄弟子の千利休とは親交が深く、利休より相伝を受け、また利休の媒酌によって古田織部の妹を娶ったと伝えられる。しかし豊臣秀吉に茶堂として重用された利休とは対照的に、洛北に隠棲して孤高の茶三昧であったとされる。利休死後すぐに聚楽第に召し出されて茶堂を務めた時期があるがまもなく辞している。義兄である織部とも親しく、燕庵は織部から譲り受けた茶室である。
2代真翁は、寛永11年（1634年）より西本願寺13世良如上人に迎えられて茶道師家となり、以降西本願寺の手厚い庇護を受けることになる。現在の藪内家も西本願寺より与えられた土地にある。真翁は利休の養子である千少庵と親しかったらしい。4人の男子があり、長子3代剣翁の他は、陸奥相馬中村藩、阿波徳島藩、肥後熊本藩へ代々出仕した。後に4代剣渓の弟が分家して肥前鍋島藩に出仕している。
5代竹心は藪内家中興と称せられ、千家中興と言われる表千家7代如心斎らと同時期の人であるが、富裕町人を大量に受け入れ華やかに変貌しはじめた三千家に対しては批判的であった。『真向翁』『源流茶話』など多くの著作を残し、そこで利休時代の茶道の本筋に立ち返るべきと論じている。藪内流の精神「正直清浄 礼和質朴」は竹心の言葉に由来する。以降も、町人文化に対応した三千家とは対照的に、西本願寺に加えて武家との交わりを重ねて華美を戒め古儀に徹しながら幕末を迎える。
幕末の動乱は藪内家にもおよび、元治元年（1864年）の兵火で家屋は全て焼失しているが、真翁以来の庇護者であった西本願寺の援助によって速やかに復旧を遂げている。なお藪内家を象徴する茶室である燕庵は、相伝を受けた者に限り絶対忠実に写すことを許され、また家元で失われた際には最も古い写しが家元に寄付されるという定めがあり、このとき摂津有馬にあった写しが移築されて現在に伝わっている。維新後は諸流派同様に困難な時期を送るが、これを乗り越えて現在に至る。

## 免状
- 入門
- 初段
- 初段修了
- 中段
- 中段修了
- 手解教授
- 小免
- 脇教授
- 小免修了
- 準教授
- 上段

## 歴代
| 代   | 号・名   | 斎号   | 生没年                                               | 備考                               |
| ---- | -------- | ------ | ---------------------------------------------------- | ---------------------------------- |
| 初   | 剣仲紹智 | 藪中斎 | 1536年（天文5年）- 1627年6月20日（寛永4年5月7日）    |                                    |
| 二   | 真翁紹智 | 月心軒 | 1577年（天正5年）- 1655年2月12日（承応4年1月6日）    | 剣仲の子。                         |
| 三   | 剣翁紹智 | 雲脚亭 | 1603年（慶長8年）- 1675年1月8日（延宝2年12月13日）   | 真翁の長男。                       |
| 四   | 剣渓紹智 | 蕉雪斎 | 1654年（承応3年）- 1712年6月10日（正徳2年5月7日）    | 剣翁の長男。                       |
| 五   | 竹心紹智 | 不住斎 | 1678年（延宝6年）- 1745年12月15日（延享2年11月23日） | 剣翁の外孫。剣渓の婿養子。         |
| 六   | 竹陰紹智 | 比老斎 | 1727年（享保12年）- 1800年8月22日（寛政12年7月3日）  | 竹心の外孫で北尾春倫の甥           |
| 七   | 竹翁紹智 | 桂陰斎 | 1774年（安永3年）- 1846年3月21日（弘化3年2月24日）   | 大和五条来田家からの養子           |
| 八   | 竹猗紹智 | 真々斎 | 1792年（寛政4年）- 1869年8月11日（明治2年7月4日）    |                                    |
| 九   | 竹露紹智 | 宝林斎 | 1811年（文化8年）- 1874年（明治7年）5月4日           | 竹陰の実子である珍牛斎竹尹紹庵の子 |
| 十   | 竹翠紹智 | 休々斎 | 1840年（天保11年）- 1917年（大正6年）9月26日         | 竹翁実子の婿で元は福田宗恭と称した |
| 十一 | 竹窓紹智 | 透月斎 | 1865年（慶応元年）- 1942年（昭和17年）12月28日       | 竹露の長男                         |
| 十二 | 竹風紹智 | 猗々斎 | 1905年（明治38年）- 1979年（昭和54年）1月24日        |                                    |
| 十三 | 竹中紹智 | 青々斎 | 1936年（昭和11年）9月7日- 2018年（平成30年）3月19日  | 竹風の長男                         |
| 十四 | 竹卿紹智 | 允猶斎 | 1967年（昭和42年）-                                  | 竹中の長男                         |